# Teinostoma
Teinostoma is een geslacht van weekdieren uit de klasse van de Gastropoda (slakken).

## Soorten
- Teinostoma abditum Rolán, Rubio & Ryall, 2000
- Teinostoma abnorme E. A. Smith, 1890
- Teinostoma altum Pilsbry, 1953
- Teinostoma americanum Pilsbry & Olsson, 1945
- Teinostoma amplectans Carpenter, 1857
- Teinostoma anastomosis Rubio, Rolán & Lee, 2011
- Teinostoma atomaria (A. Adams, 1861)
- Teinostoma avunculus Pilsbry, 1953
- Teinostoma azoricum (Dautzenberg & H. Fischer, 1896)
- Teinostoma baldingeri Rubio, Fernández-Garcés & Rolán, 2011
- Teinostoma bibbianum Dall, 1919
- Teinostoma biscaynense Pilsbry & McGinty, 1945
- Teinostoma brankovitsi Rubio, Rolán, Worsaae, Martínez & Gonzalez, 2016
- Teinostoma calliglyptum Dall, 1903 †
- Teinostoma cansadoi Adam & Knudsen, 1969
- Teinostoma carbonnieri Jousseaume, 1881
- Teinostoma carinicallus Pilsbry & McGinty, 1946
- Teinostoma cecinella Dall, 1919
- Teinostoma cienfuegosense Rubio, Fernández-Garcés & Rolán, 2011
- Teinostoma ciskae Faber, 1995
- Teinostoma cocolitoris Pilsbry & McGinty, 1945
- Teinostoma concavaxis Pilsbry & Olsson, 1945
- Teinostoma concentricum A. Adams, 1863
- Teinostoma deschampsi Jousseaume, 1881
- Teinostoma ecuadorianum Pilsbry & Olsson, 1941
- Teinostoma esmeralda Pilsbry & Olsson, 1945
- Teinostoma expansum Rubio, Fernández-Garcés & Rolán, 2011
- Teinostoma fernandesi Rubio & Rolán, 1991
- Teinostoma funiculatum Rubio & Rolán, 1991
- Teinostoma gallegosi Jordan, 1936 †
- Teinostoma goniogyrus Pilsbry & McGinty, 1945
- Teinostoma helicinum Rubio, Fernández-Garcés & Rolán, 2011
- Teinostoma hemphilli Strong & Hertlein, 1939
- Teinostoma herbertianum Hertlein & Strong, 1951
- Teinostoma imperfectum Pilsbry & Olsson, 1945
- Teinostoma incertum Pilsbry & McGinty, 1945
- Teinostoma invallatum (Carpenter, 1864)
- Teinostoma lampetes Pilsbry & Olsson, 1952
- Teinostoma lenticulare (H. C. Lea, 1846)
- Teinostoma lerema Pilsbry & McGinty, 1945
- Teinostoma lirulatum (Carpenter, 1857)
- Teinostoma lituspalmarum Pilsbry & McGinty, 1945
- Teinostoma lucidum A. Adams, 1863
- Teinostoma lunense Rubio, Fernández-Garcés & Rolán, 2011
- Teinostoma megacallum Rubio, Fernández-Garcés & Rolán, 2011
- Teinostoma megastoma (C. B. Adams, 1850)
- Teinostoma millepunctatum Pilsbry & Olsson, 1945
- Teinostoma minusculum (Bush, 1897)
- Teinostoma morlierei Jousseaume, 1872
- Teinostoma myrae Pilsbry & Olsson, 1952
- Teinostoma narina Pilsbry & Olsson, 1945
- Teinostoma nesaeum Pilsbry & McGinty, 1945
- Teinostoma obtectum Pilsbry & McGinty, 1945
- Teinostoma ochsneri Strong & Hertlein, 1939
- Teinostoma pallidulum (Carpenter, 1847)
- Teinostoma panamense Rubio, Rolán & Lee, 2011
- Teinostoma parvicallum Pilsbry & McGinty, 1945
- Teinostoma percarinatum Pilsbry & Olsson, 1945
- Teinostoma perspicuum (A. Adams, 1861)
- Teinostoma politum A. Adams, 1853
- Teinostoma radiatum A. Adams, 1863
- Teinostoma rarum Pilsbry & Olsson, 1945
- Teinostoma reclusum Dall, 1889
- Teinostoma rhinoceros Jousseaume, 1881
- Teinostoma sapiella Dall, 1919
- Teinostoma semistriatum (d'Orbigny, 1842)
- Teinostoma solidum (Dall, 1889)
- Teinostoma solidum E. A. Smith, 1872
- Teinostoma soror Pilsbry & Olsson, 1945
- Teinostoma substriatum Carpenter, 1857
- Teinostoma sulcatum (Carpenter, 1857)
- Teinostoma supravallatum (Carpenter, 1864)
- Teinostoma tectispira Pilsbry, 1953
- Teinostoma tumens (Carpenter, 1857)
- Teinostoma ultimum Pilsbry & Olsson, 1945
- Teinostoma umbilicatum (H. C. Lea, 1843)
- Teinostoma zacae Hertlein & Strong, 1951